# Ахмед Кутуджу
Ахмед Кутуджу (тур. Ahmed Kutucu; нар. 1 березня 2000, Гельзенкірхен, Німеччина) — турецький футболіст, центральний нападник клубу «Істанбул Башакшехір». На умовах оренди грає за німецький «Зандгаузен».

## Клубна кар'єра
Футбольний шлях розпочав 2003 року у «Спортрюнд Гаверкамп», а в 2006 році перебрався в «Рот-Вайс» (Ессен). У 2011 році приєднався до юнацької команди «Шальке 04».
11 грудня 2018 року Кутуджу дебютував за «Шальке» в Лізі чемпіонів УЄФА, замінивши на 72-й хвилині Седріка Техерта в переможному (1:0) домашньому поєдинку проти «Локомотива». Дебютним голом у Бундеслізі відзначився 22 грудня 2018 року у виїзному (3:1) поєдинку проти «Штутгарта», замінивши на 73-й хвилині Євгена Коноплянку.
21 січня 2021 року Кутуджу приєднався до нідерландського «Гераклеса» на правах оренди до кінця сезону.
4 липня 2021 року Ахмед перейшов до складу турецького «Істанбул Башакшехіра».

## Кар'єра в збірній
Ахмед увійшов до складу збірної Туреччини на юнацькому чемпіонаті світу (U-17) 2017 в Індії. Дебютував за збірну 6 жовтня 2017 року в першому матчі груповому матчі, відкривши рахунок на 18-й хвилині ударом головою в поєдинку проти Нової Зеландії (матч закінчився внічию 1:1). Зіграв у решті двох матчів Туреччини, за підсумками якого турецькі збірна вилетіла з турніру. Наступного року включений до складу збірної Туреччини на чемпіонаті Європи U-19 у Фінляндії. Зіграв у всих трьох матчах команди на турнірі, але турецька збірна за підсумками групового етапу припинила подальшу боротьбу.
17 листопада 2019 року тренер Шенол Гюнеш викликав нападника для участі в кваліфікації чемпіонату Європи проти збірної Андорри.

## Клубна кар'єра
Станом на 4 липня 2021
| Клуб                  | Сезон                 | Ліга                  | Ліга  | Ліга | Кубок | Кубок | Європа | Європа | Загалом | Загалом |
| Клуб                  | Сезон                 | Дивізіон              | Матчі | Голи | Матчі | Голи  | Матчі  | Голи   | Матчі   | Голи    |
| --------------------- | --------------------- | --------------------- | ----- | ---- | ----- | ----- | ------ | ------ | ------- | ------- |
| «Шальке 04»           | 2018–19               | Бундесліга            | 13    | 2    | 2     | 1     | 1      | 0      | 16      | 3       |
| «Шальке 04»           | 2019–20               | Бундесліга            | 25    | 3    | 3     | 0     | –      | –      | 28      | 3       |
| «Шальке 04»           | 2020–21               | Бундесліга            | 7     | 0    | 1     | 0     | –      | –      | 8       | 0       |
| Усього за «Шальке 04» | Усього за «Шальке 04» | Усього за «Шальке 04» | 45    | 5    | 6     | 1     | 1      | 0      | 52      | 6       |
| «Гераклес»            | 2020–21               | Ередивізі             | 15    | 0    | 0     | 0     | –      | –      | 15      | 0       |
| Усього за кар'єру     | Усього за кар'єру     | Усього за кар'єру     | 30    | 5    | 5     | 1     | 1      | 0      | 36      | 6       |

1. ↑  Матчі в Лізі чемпіонів УЄФА

### У збірній
Станом на 3 вересня 2020
| Туреччина | Туреччина | Туреччина |
| Рік       | Матчі     | Голи      |
| --------- | --------- | --------- |
| 2019      | 1         | 0         |
| 2020      | 1         | 0         |
| Загалом   | 1         | 0         |

## Титули і досягнення
- Володар Кубка Туреччини (1):

«Галатасарай»: 2024–2025
- Чемпіон Туреччини (1):

«Галатасарай»: 2024–2025